# Salvador Sobral
Salvador Sobral   (Lisboa, 28 de desembre de 1989) és un cantant i músic portuguès, guanyador del Festival d'Eurovisió 2017.

## Biografia
Sobral va néixer a Lisboa el 28 de desembre de 1989. La seva germana major Luísa Sobral és també cantant i compositora.
L'any 2009 va participar en la tercera temporada del programa televisiu Ídolos —versió portuguesa de Pop Idol— i va finalitzar setè, al mateix temps que ho compaginava amb la carrera de Psicologia a l'Institut Superior de Psicologia Aplicada. En acabar el programa, va decidir marxar amb una beca Erasmus a Palma, on va començar a cantar en bars i mostrar interès per la música jazz. Durant aquest temps, Sobral va viatjar per diverses ciutats d'Espanya i entre elles, Tenerife, on va actuar en una festa privada d'un matrimoni adinerat.
Acabats els estudis, el 2010 es va instal·lar a Barcelona per estudiar música al Taller de Músics.
La trajectòria de Sobral s'ha encaminat cap a la música jazz i alternativa, prenent com a referències a Chet Baker, la bossa nova (Chico Buarque, Caetano Veloso) i els sons llatinoamericans. El 2014 va formar part de Noko Woi, un grup veneçolà establert a Barcelona que arribaria a actuar en el festival Sónar. I el 2016, de retorn a Lisboa, va publicar el seu debut en solitari, Excusi Em, en col·laboració amb el pianista Júlio Resende.
El 2017 es va proclamar vencedor del Festival RTP da Canção amb la balada Estimar pelos dois, composta juntament amb la seva germana Luísa. Gràcies a aquesta victòria, Sobral va ser el representant de Portugal en el Festival de la Cançó d'Eurovisió 2017. Ja en el certamen europeu, celebrat el 13 de maig, l'artista es va proclamar vencedor amb 785 punts, liderant tant les puntuacions dels espectadors com la del jurat professional. D'aquesta manera, Portugal va guanyar per primera vegada en la seva història.
El 2022, va actuar a la primera semifinal del Benidorm Fest com a artista convidat. Va interpretar Fui ver meu amor i abans d'abandonar l'escenari va expressar públicament suport a la candidatura de les Tanxugueiras al crit de «¡Voy con las gallegas! ¡Viva las gallegas!».